# 七類港

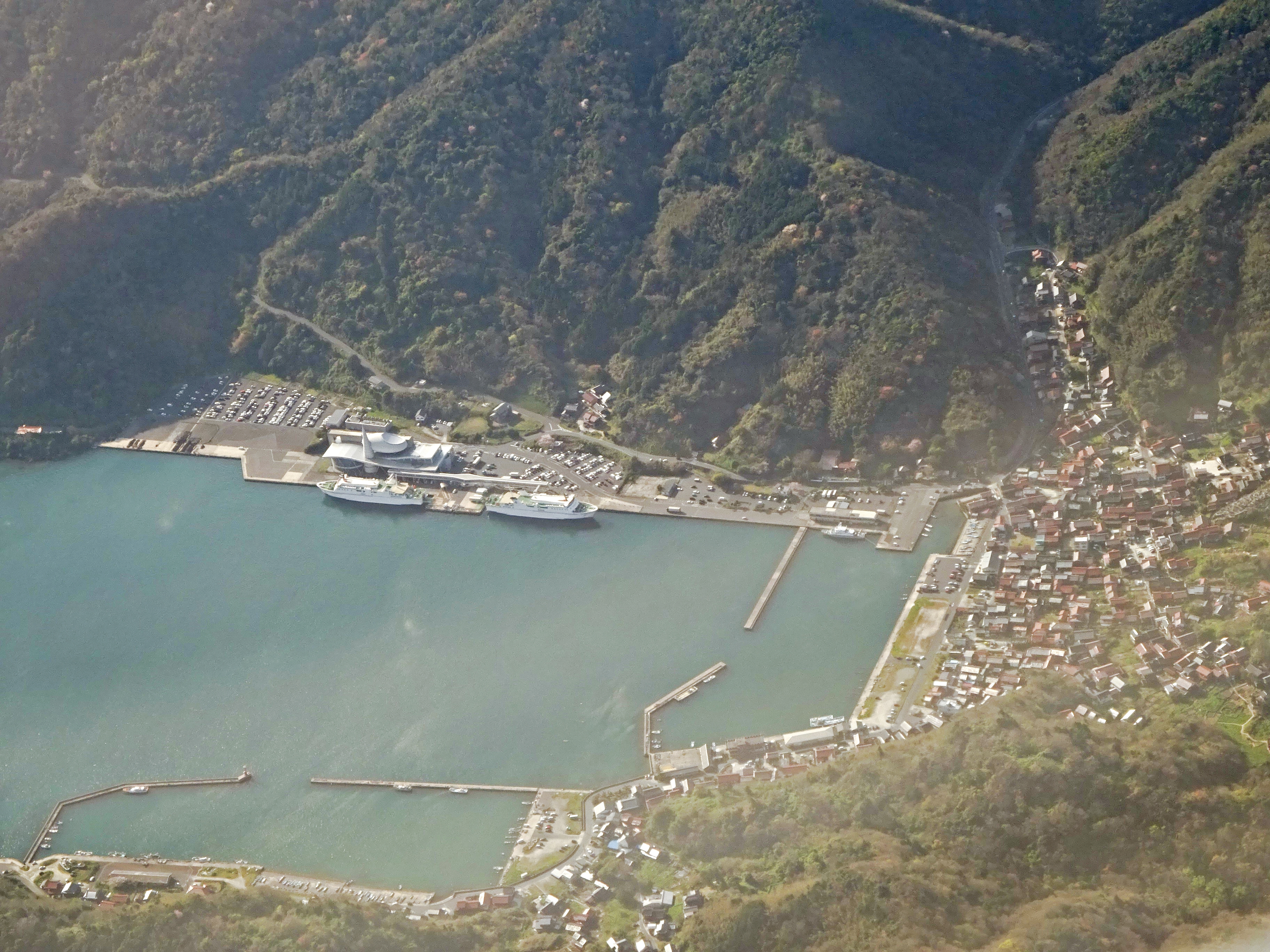
七類港を空撮

七類港（しちるいこう）は、島根県松江市美保関町にある日本の地方港湾。港湾管理者は島根県。

## 概要
東に開いたコの字型の地形で三方を山に囲まれていることから、冬季の北西風に強い天然の良港で古くから交易拠点として栄え、1972年以降は本土と隠岐諸島を結ぶ定期船の発着点として整備された。主要施設としてフェリー岸壁2バース、高速船岸壁1バースのほか、-5.0m岸壁3箇所が整備されている。
フェリーターミナルは、多目的ホール、博物館、温水プールなどを備える多目的施設メテオプラザ（Meteor plaza）となっている。設計は島根県出身の高松伸が手がけ、竹中工務店による施工で総工費約29億2600万円をかけて建設され、1994年8月に着工、1995年12月に竣工し、供用を開始した。
1階はフェリーターミナル、2階はα波リラクゼーションマシーンを設置したリラックスルーム、3階は付近の海からくみ上げた海水を使用した温海水プール（25m×4コース・子供用プール）および浴場（赤外線サウナ付）、4階は1992年に美保関町へ落下した隕石（美保関隕石）を展示するメテオミュージアム、となっている。また、多目的ホールであるメテオホール（500席）およびレセプションルーム・会議室、レストランも併設されている。

### 沿革
- 1951年（昭和26年）1月19日 - 避難港指定
- 1953年（昭和28年）7月10日 - 港湾区域認可
- 1972年（昭和47年）5月 - 隠岐諸島とのフェリー航路を開設
- 1995年（平成7年） - 新フェリーターミナル「メテオプラザ」完成

## 航路
隠岐汽船が隠岐諸島の島後島及び島前各島へのフェリー及び高速船を就航させている。

### 島後方面
- 島後島・西郷港（隠岐の島町）

### 島前方面
- 西ノ島・別府港（西ノ島町）
- 中ノ島・菱浦港（海士町）
- 知夫里島・来居港（知夫村）

## 交通

### 路線バス
- 一畑バスがJR西日本・山陰本線の松江駅と、はつみ交通が境港駅と接続する路線バスを運行している。

### 駐車場問題
七類港周辺には県の無料駐車場（830台）があり、お盆期間などの繁忙期は臨時駐車場（約500台）が追加されるが、隠岐島在住者および赴任者の車両（約600台）が長期駐車されているほか、放置車両が存在するため、繁忙期に満車状態となることが問題となっている。県は駐車場の整備、隠岐島在住者および赴任者への注意喚起と公共交通機関利用の呼びかけ、警察と連携した放置車両の撤去などを行っているが、駐車場の有料化については、隠岐汽船の利用状況への影響などを考慮して消極的な姿勢を示しており、抜本的な解決には至っていない。